# Cactus Hill
El sitio de Cactus Hill, una colina situada a 70 km de Richmond (Virginia), es uno de los yacimientos arqueológicos que contienen evidencia de una presencia pre-Clovis de población humana en América del Norte. Este sitio se encuentra en una duna cerca del río Nottoway y contiene una serie de capas culturales estratificadas, a partir de la más profunda correspondiente a hace 20.000 años, hasta el período de la Cultura Clovis.
Bajo el nivel de Clovis y justo por encima de una capa de arcilla estéril, los arqueólogos han descubierto varias lascas de piedra, puntas de proyectil y raspadores, todas hechas de cuarzo. A través de la datación por radiocarbono de un pedazo de carbón de pino blanco asociado con ellos, estos artefactos han sido datados entre 15 y 16 mil años antes del presente.
Utilizando el método de datación por luminiscencia ópticamente estimulada, se estableció que los artefactos encontrados proceden de hasta 18 mil años antes del presente. Como lo ha declarado Joseph McAvoy, responsable de la investigación arqueológica en Cactus Hill, ha declarado que los carbones de pino blanco del nivel más bajo de las dunas han sido datados en 19.700 años (±130 años) antes del presente.
Según el investigador Vance Haynes Jr, profesor del Departamento de Antropología y Ciencias de la Tierra, Universidad de Arizona, que se especializa en las culturas paleo-indios, Cactus Hill es ahora uno de los mejores candidatos para ser reconocido como un yacimiento de la época pre-Clovis.